# Greatest Hits 1973-1988
Greatest Hits 1973-1988 är ett samlingsalbum av den amerikanska gruppen Aerosmith utgivet 2004.

## Låtlista
1. "Dream On" (Steven Tyler) - 4:26
2. "Mama Kin" (Steven Tyler) - 4:27
3. "Same Old Song and Dance" (Joe Perry/Steven Tyler) - 3:03
4. "Seasons of Wither" (Steven Tyler) - 4:57
5. "Sweet Emotion" (Tom Hamilton/Steven Tyler) - 3:13
6. "Walk This Way" (Joe Perry/Stevn Tyler) - 3:32
7. "Big Ten Inch Recorded" (Fred Weismantel) - 2:15
8. "Last Child" (Steven Tyler/Brad Whitford) - 3:27
9. "Back in the Saddle" (Joe Perry/Steven Tyler) - 4:41
10. "Draw the Line" (Joe Perry/Steven Tyler) - 3:23
11. "Kings and Queens" (Jack Douglas/Tom Hamilton/Joey Kramer/Steven Tyler/Brad Whitford) - 3:49
12. "Come Together" (John Lennon/Paul McCartney) - 3:45
13. "Remember (Walking in the Sand)" (Shadow Morton) - 4:05
14. "Lightning Strikes" (Richie Supa) - 4:28
15. "Chip Away the Stone" (Richie Supa) - 4:01
16. "Sweet Emotion" (1991 Remix) - 4:34
17. "One Way Street" (Live) (Steven Tyler) - 6:40